# Timol
O timol (2-isopropil-5-metil-fenol) é uma substância cristalina incolor com um odor característico que está presente na natureza nos óleos essenciais do tomilho ou do orégano. O timol pertence ao grupo dos terpenos. Um isômero do timol é o carvacrol.